# Serie divergente
En el ámbito de la matemática se denomina serie divergente a una serie infinita que no es convergente, por lo tanto la secuencia infinita de las sumas parciales de la serie no tiene un límite.
Si una serie converge, los términos individuales de la serie deben aproximarse a cero. Así, una serie en la que los términos individuales no se aproximan a cero, es una serie divergente.
Sin embargo, la convergencia es una condición más fuerte, no todas las series cuyos términos tienden a cero son convergentes. El contraejemplo más simple es la serie armónica:
{\displaystyle 1+{1 \over 2}+{1 \over 3}+{1 \over 4}+{1 \over 5}+\cdots =\sum _{n=1}^{\infty }{\frac {1}{n}}.}
Si bien en la serie armónica los términos tienden a cero, la misma es divergente. La divergencia de esta serie fue demostrada por el matemático medieval Nicole Oresme[cita requerida].
A veces es posible asignarle un valor a las series divergentes utilizando un método de sumación. 
Por ejemplo, la sumación de Cesàro le asigna a la serie divergente de Grandi el valor ½
{\displaystyle 1-1+1-1+\cdots ={0}}.

## Propiedades de los métodos de sumación
Si A es una función que le asigna un valor a una sucesión, es conveniente que posea ciertas propiedades si es que se pretende que sea un método de sumación útil. 
1. Regularidad. Un método es regular si, toda vez que la sucesión s converge a x, A(s) = x.
2. Linealidad. A es lineal si es funcionalmente lineal sobre sucesiones convergentes, de forma tal que A(r + s) = A(r) + A(s) y A(ks) = kA(s), para k un escalar (real o complejo)
3. Estabilidad. Si s es una sucesión que comienza en s0 y s′ es la sucesión obtenida al truncar el primer valor, por lo que comienza en s1, entonces A(s) es definida si y solo si A(s´) es definida, y A(s) = A(s′).

La tercera condición es menos importante, y existen algunos métodos destacados, por ejemplo el método de sumación de Borel, que no la satisfacen.
Una propiedad deseable entre dos métodos de sumación A y B es que posean consistencia: A y B son consistentes si para toda sucesión s a la que ambos le asignan un valor, A(s) = B(s). Si dos métodos son consistentes, y uno suma más series que el otro, se suele decir que aquel que suma más series es más potente.
De todas formas es conveniente notar que existen métodos de sumación poderosos que sin embargo no son ni lineales ni regulares, por ejemplo las transformaciones de sucesiones no lineales como las transformaciones de sucesiones tipo Levin y las aproximaciones de Padé.

## Promedio abeliano
Sea λn una sucesión estrictamente creciente que tiende hacia ∞, y λ0 ≥ 0. Sea an=sn+1-sn una serie infinita, cuya sucesión correspondiente es s. Suponiendo que 
{\displaystyle f(x)=\sum _{n=0}^{\infty }a_{n}\exp(-\lambda _{n}x)}
converge para todos los números reales positivos x, entonces el promedio abeliano Aλ se define como 
{\displaystyle A_{\lambda }(s)=\lim _{x\rightarrow 0^{+}}f(x).}
Una serie de este tipo es llamada serie generalizada de Dirichlet; en el ámbito de la física, este método es conocido como regularización del heat-kernel.
Los promedios abelianos son regulares, lineales y estables, pero no siempre resultan ser consistentes entre sí. Sin embargo, existen algunos casos especiales de promedios abelianos que son métodos de sumación muy importantes.

### Sumación de Abel
Si λn = n, entonces se obtiene el método de Sumación de Abel. Donde 
{\displaystyle f(x)=\sum _{n=0}^{\infty }a_{n}\exp(-nx)=\sum _{n=0}^{\infty }a_{n}z^{n},}
con z = exp(-x). Por lo tanto, el límite de f(x), cuando x tiende a 0 desde los reales positivos, es el límite de la serie de potencias para f(z) cuando z tiende a 1 por abajo desde los reales positivos, y la suma de Abel A(s) se define como:
{\displaystyle A(s)=\lim _{z\rightarrow 1^{-}}\sum _{n=0}^{\infty }a_{n}z^{n}.}
La sumación de Abel en parte es interesante porque es consistente con la sumación de Cesàro aunque es más potente que ésta; si Ck(s) = a para todo k positivo, entonces
A(s) = a. Por lo tanto la suma de Abel es regular, lineal, estable, y consistente con la sumación de Cesàro.